# Mount Kialagvik
Der Mount Kialagvik ist ein Schichtvulkan der Aleutenkette, 590 km südwestlich von Anchorage.
Der 1677 m hohe vergletscherte Vulkan befindet sich 15,37 km ostnordöstlich des aktiven Vulkans Mount Chiginagak. Der Mount Kialagvik besitzt einen zentralen Lavadom aus dem Holozän. Pyroklastische Ablagerungen wurden im Umkreis nachgewiesen. An der Südwestflanke befinden sich andesitische Lavaströme und darüber liegende dazitische Ascheablagerungen. Es sind keine historischen Ausbrüche des Vulkans bekannt.
Der Kialagvik Creek entwässert die Ostflanke zur nahe gelegenen Wide Bay an der Ostküste der Alaska-Halbinsel. Die Westflanke bildet das Quellgebiet des Dog Salmon River, der nach Norden zum Ugashik River fließt.